# Nakanhoura
Nakanhoura est une localité située dans le département de Loropéni de la province du Poni dans la région Sud-Ouest au Burkina Faso.

## Santé et éducation
Le centre de soins le plus proche de Nakanhoura est le centre de santé et de promotion sociale (CSPS) de Loropéni tandis que le centre médical se trouve à Kampti et que le centre hospitalier régional (CHR) de la province est à Gaoua.